# Path of Wellness
Path of Wellness — десятый студийный альбом американской рок-группы Sleater-Kinney, выпущенный 11 июня 2021 года на Mom + Pop Music.

## Отзывы критиков
| Совокупная оценка    | Совокупная оценка |
| Источник             | Оценка            |
| -------------------- | ----------------- |
| Metacritic           | 79/100            |
| Оценки критиков      |                   |
| Источник             | Оценка            |
| The A.V. Club        | B                 |
| Entertainment Weekly | B+                |
| Exclaim!             | 8/10              |
| The Independent      | [ 8 ]             |
| NME                  | [ 9 ]             |
| The Observer         | [ 10 ]            |
| Pitchfork            | 6.8/10            |
| Rolling Stone        | [ 12 ]            |
| Slant Magazine       | [ 13 ]            |
| Uncut                | [ 14 ]            |

Path of Wellness получил в целом положительные отзывы критиков. На Metacritic, который присваивает нормализованный рейтинг из 100 обзоров критиков, альбом получил средние 79 баллов, что указывает на «всеобщее признание» на основе 16 обзоров.

## Список композиций
| №                   | Название                    | Длительность |
| ------------------- | --------------------------- | ------------ |
| 1.                  | «Path of Wellness»          | 2:40         |
| 2.                  | «High In the Grass»         | 4:05         |
| 3.                  | «Worry with You»            | 3:50         |
| 4.                  | «Method»                    | 4:20         |
| 5.                  | «Shadow Town»               | 5:10         |
| 6.                  | «Favorite Neighbor»         | 2:49         |
| 7.                  | «Tomorrow's Grave»          | 3:52         |
| 8.                  | «No Knives»                 | 1:16         |
| 9.                  | «Complex Female Characters» | 3:00         |
| 10.                 | «Down the Line»             | 4:06         |
| 11.                 | «Bring Mercy»               | 3:49         |
| Общая длительность: | Общая длительность:         | 38:57        |

## Чарты
| Чарт (2021)                                  | Высшая позиция |
| -------------------------------------------- | -------------- |
| Шотландия (Scottish Albums Chart)            | 22             |
| Великобритания (UK Independent Albums Chart) | 14             |